# Gmina Jeleniewo
Die Gmina Jeleniewo  (litauisch Jeleniavo valsčius) ist eine Landgemeinde im Powiat Suwalski der Woiwodschaft Podlachien in Polen. Ihr Sitz ist das gleichnamige Dorf.

## Gliederung
Zur Landgemeinde (gmina wiejska) Jeleniewo gehören 33 Ortsteile mit einem Schulzenamt (sołectwo):
Bachanowo
Białorogi
Błaskowizna
Czajewszczyzna
Czerwone Bagno
Gulbieniszki
Hultajewo
Ignatówka
Jeleniewo
Kazimierówka
Krzemianka
Leszczewo
Łopuchowo
Malesowizna
Okrągłe
Podwysokie Jeleniewskie
Prudziszki
Rutka
Rychtyn
Sidorówka
Sidory
Sidory Zapolne
Suchodoły
Sumowo
Szeszupka
Szurpiły
Ścibowo
Udryn
Udziejek
Wodziłki
Wołownia
Zarzecze Jeleniewskie
Żywa Woda
Eine weitere Ortschaft ist Jaczno.